# Keskinen Käyräjärvi
Keskinen Käyräjärvi är en sjö i Kiruna kommun i Lappland och ingår i Torneälvens huvudavrinningsområde. Sjön har en area på 0,081 kvadratkilometer och ligger 447,9 meter över havet. Keskinen Käyräjärvi ligger i Rautas fjällurskog Natura 2000-område.

## Delavrinningsområde
Keskinen Käyräjärvi ingår i det delavrinningsområde (754521-168300) som SMHI kallar för Mynnar i Rautasälven. Medelhöjden är 493 meter över havet och ytan är 34,58 kvadratkilometer. Det finns inga avrinningsområden uppströms utan avrinningsområdet är högsta punkten. Käyräjoki som avvattnar avrinningsområdet har biflödesordning 3, vilket innebär att vattnet flödar genom totalt 3 vattendrag innan det når havet efter 407 kilometer. Avrinningsområdet består mestadels av skog (71 procent) och sankmarker (21 procent). Avrinningsområdet har 0,93 kvadratkilometer vattenytor vilket ger det en sjöprocent på 2,7 procent.